# Samuel Barber
Samuel Osmond Barber II (West Chester, 9 marzo 1910 – New York, 23 gennaio 1981) è stato un compositore statunitense, noto al grande pubblico soprattutto per il suo Adagio per archi.

## Biografia
Cominciò a comporre già all'età di sette anni e a dieci tentò di scrivere un'opera. Nel 1924, all'età di 14 anni, fu ammesso al Curtis Institute of Music di Filadelfia, che era stato fondato proprio quell'anno. Oltre ai corsi di composizione (con Rosario Scalero) e pianoforte, frequentò anche i corsi di canto e di direzione d'orchestra (con Fritz Reiner). Dopo il diploma, nel 1934, si dedicò completamente alla composizione. Cominciò a farsi conoscere con l'ouverture The School for Scandal del 1933, basata sull'omonima commedia di Richard Sheridan e con Music for a Scene from Shelley del 1935, ispirata da Prometheus Unbound del poeta Percy Bysshe Shelley. Nel 1936 compose il suo Quartetto per archi in Si minore e, seguendo il consiglio di Arturo Toscanini, trascrisse il secondo movimento per orchestra d'archi, dandogli il nome di Adagio per archi. Nel 1938 il brano fu eseguito dalla NBC Symphony Orchestra diretta da Toscanini e questo diede a Barber grande popolarità. In seguito il brano divenne un Agnus Dei per coro misto. L'Adagio per archi è stato anche utilizzato nei film The Elephant Man di David Lynch e Platoon di Oliver Stone.
Barber intese evitare lo sperimentalismo di alcuni compositori americani della sua generazione, preferendo, fino a tarda età, armonie e forme relativamente tradizionali. Gran parte della sua musica è caratterizzata da un senso della melodia quasi lussureggiante, ed è stata descritta spesso come neoromantica, sebbene alcuni dei suoi lavori tardi, come il Third Essay e Dance of Vengeance, mostrino un uso sapiente di effetti percussivi, modernismi ed effetti neo-stravinskiani.
Le sue arie, accompagnate dal pianoforte o dall'orchestra, sono annoverabili tra le più popolari del repertorio classico del XX secolo. Di queste fanno parte un arrangiamento di Dover Beach di Matthew Arnold, originariamente scritto per quartetto d'archi e baritono, gli Hermit Songs su testi anonimi irlandesi (VII-XIII secolo) e Knoxville: Summer of 1915, scritto per il soprano Eleanor Steber e basato su un testo autobiografico di James Agee che costituirà la parte introduttiva del romanzo Una morte in famiglia. Barber possedeva anche una buona voce di baritono e, per un po', considerò l'idea di diventare un cantante professionista. Realizzò poche incisioni tra cui quella del suo stesso Dover Beach.
La Sonata per pianoforte op. 26 (1949) di Barber, commissionatagli da Richard Rodgers e Irving Berlin, venne eseguita per la prima volta da Vladimir Horowitz; fu la prima composizione americana per pianoforte ad essere eseguita in prima assoluta da un pianista di fama internazionale.
Barber ha composto anche diverse opere. La prima di Vanessa, scritta su libretto di Gian Carlo Menotti, a lungo suo compagno anche nella vita, avvenne alla Metropolitan Opera House in New York. Fu un successo sia di critica che di pubblico, e valse a Barber la vittoria di un premio Pulitzer (Cfr. Albo d'oro Premio Pulitzer, categoria Musica, 1958). Alla prima europea l'opera venne tuttavia accolta in maniera più fredda e ancora oggi vi viene eseguita di rado, sebbene rimanga molto popolare in America.
Barber compose tre concerti per strumento solista ed orchestra, uno per violino, uno per violoncello e uno per pianoforte. Il concerto per pianoforte lo scrisse per il pianista John Browning, che lo eseguì in prima assoluta il 24 settembre 1962 con Erich Leinsdorf e la Boston Symphony Orchestra al Lincoln Center di New York. L'orchestra filarmonica di New York gli commissionò anche un concerto per oboe, ma Barber riuscì a completarne solo il tempo lento centrale (Canzonetta) prima della morte.
Tra i suoi lavori esclusivamente per orchestra vanno annoverate due sinfonie (1936, la prima; 1944 la seconda), l'Overture The School for Scandal (1932), tre Saggi per orchestra (1938; 1942; 1978) e il tardo Fadograph on a Yestern Scene (1973). Nella sua produzione ci sono anche pagine corali di ampio respiro, come la Preghiera di Kierkegaard (1954) e The Lovers (1971). La Preghiera di Kierkegaard è basata sugli scritti del filosofo esistenzialista Søren Kierkegaard. Oltre alla sonata, la sua produzione pianistica include Excursions Op. 20, Three Sketches, Souvenirs, e diversi altri singoli pezzi.
Sebbene non sia mai stato un compositore prolifico, Barber scrisse ancora meno dopo il fallimento della sua opera Antony and Cleopatra. Composta su un libretto del regista Franco Zeffirelli, questa opera era stata commissionata per l'apertura della nuova Metropolitan Opera House al Lincoln Center for the Performing Arts nel 1966 con Justino Díaz e Leontyne Price diretta da Thomas Schippers. L'opera venne accolta più favorevolmente nel 1975, presentata nella più intima messinscena della Juilliard School, con la collaborazione e la regia di Gian Carlo Menotti, e in seguito incisa.
Samuel Barber morì a New York nel 1981.